# Allocnemis montana
Allocnemis montana е вид водно конче от семейство Platycnemididae. Видът е застрашен от изчезване.

## Разпространение
Разпространен е в Малави и Танзания.